# Rosennano
Rosennano ist ein Ortsteil (Fraktion, italienisch frazione) der Gemeinde Castelnuovo Berardenga in der Provinz Siena, Region Toskana in Italien.

## Geografie
Der Ort liegt etwa 5 km nördlich des Hauptortes Castelnuovo Berardenga, etwa 18 Kilometer nordöstlich der Provinzhauptstadt Siena und etwa 50 km südöstlich der Regionalhauptstadt Florenz auf etwa 535 m s.l.m. Rosennano liegt zwischen den Tälern des Ombrone (etwa 2 km östlich der Quelle von Campi) und des Ambra (etwa 1,5 km östlich). Nächstgelegene Orte sind San Vincenti (Gemeinde Gaiole in Chianti, Provinz Siena, etwa 2 km nordöstlich), Montebenichi (Gemeinde Bucine, Provinz Arezzo, etwa 2 km östlich) und San Gusmè (Gemeinde Castelnuovo Berardenga, Provinz Siena, etwa 4 km südwestlich).

## Geschichte
Erstmals schriftlich erwähnt wurde der Ort 1108 in einer Schenkung an die Stadt Siena. Weitere Erwähnung erfährt der Rosennano 1208, als er sich Siena unterstellt. Im Jahr 1320 gab es im Ort zwölf Häuser, ab 1337 gehörte er mit den Nachbarweilern Campi und Le Pancole (auch Pancolella) zum Vicariato della Berardenga. 1833 hatte Rosennano 141 Einwohner.

## Sehenswürdigkeiten
- San Bartolomeo, Kirche im Ortskern, die der Pfarrei Parrocchia dei Santi Cosma e Damiano von San Gusmè im Bistum Arezzo-Cortona-Sansepolcro angehört.[4][5] Erstmals erwähnt wird die Kirche 1302/1303 in den Rationes Decimarum.[3] Die Pfarrei San Bartolommeo a Rosennano entstand 1694 und wurde später der von San Gusmè angeschlossen.[4]
- Santa Maria delle Nevi, ehemalige Kirche, die 1669 entstand.[3]
- La Madonna, Kapelle des Hofes La Madonna, liegt etwa 1 km westlich des Ortes.

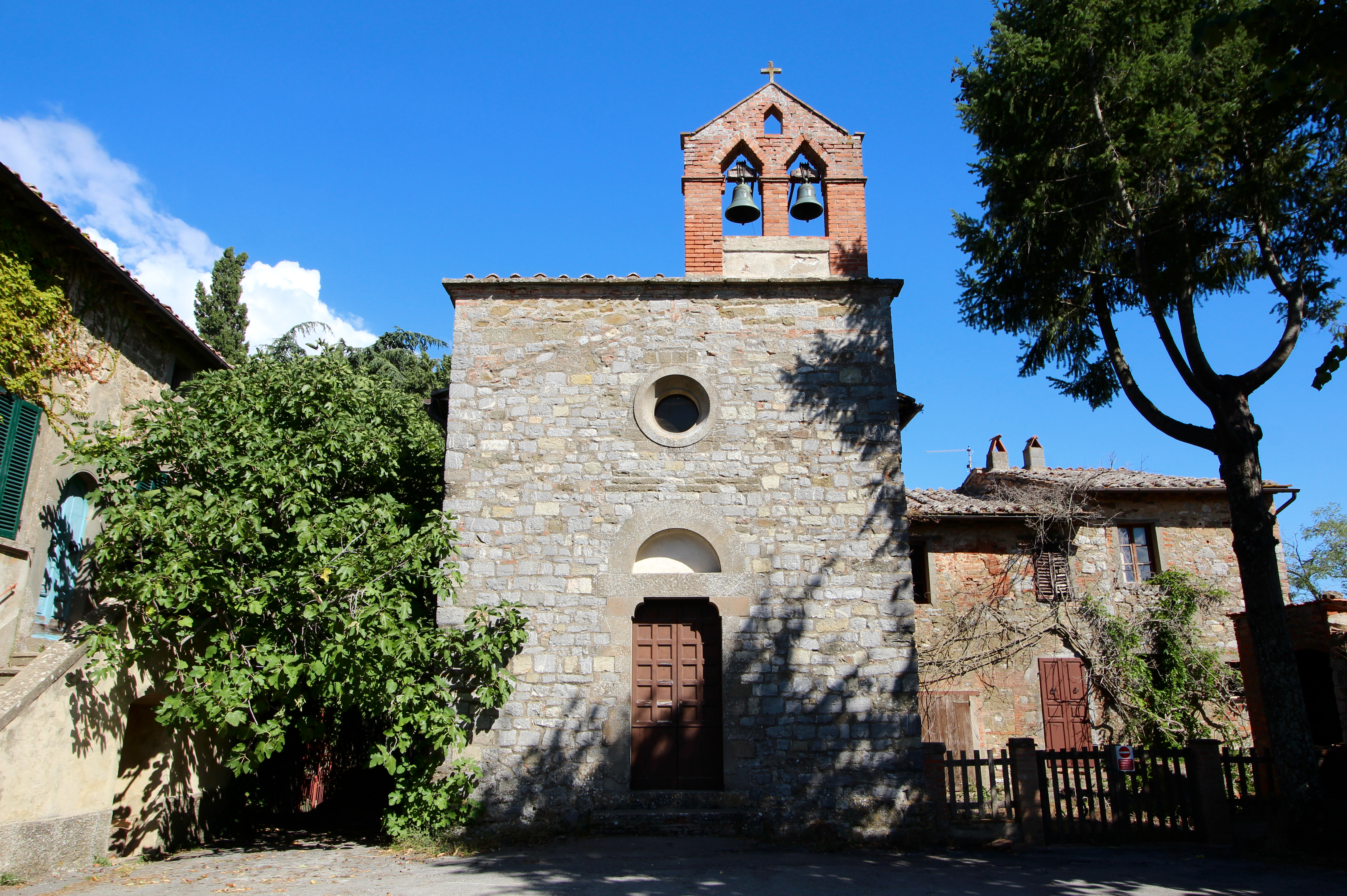
Die Kirche San Bartolomeo
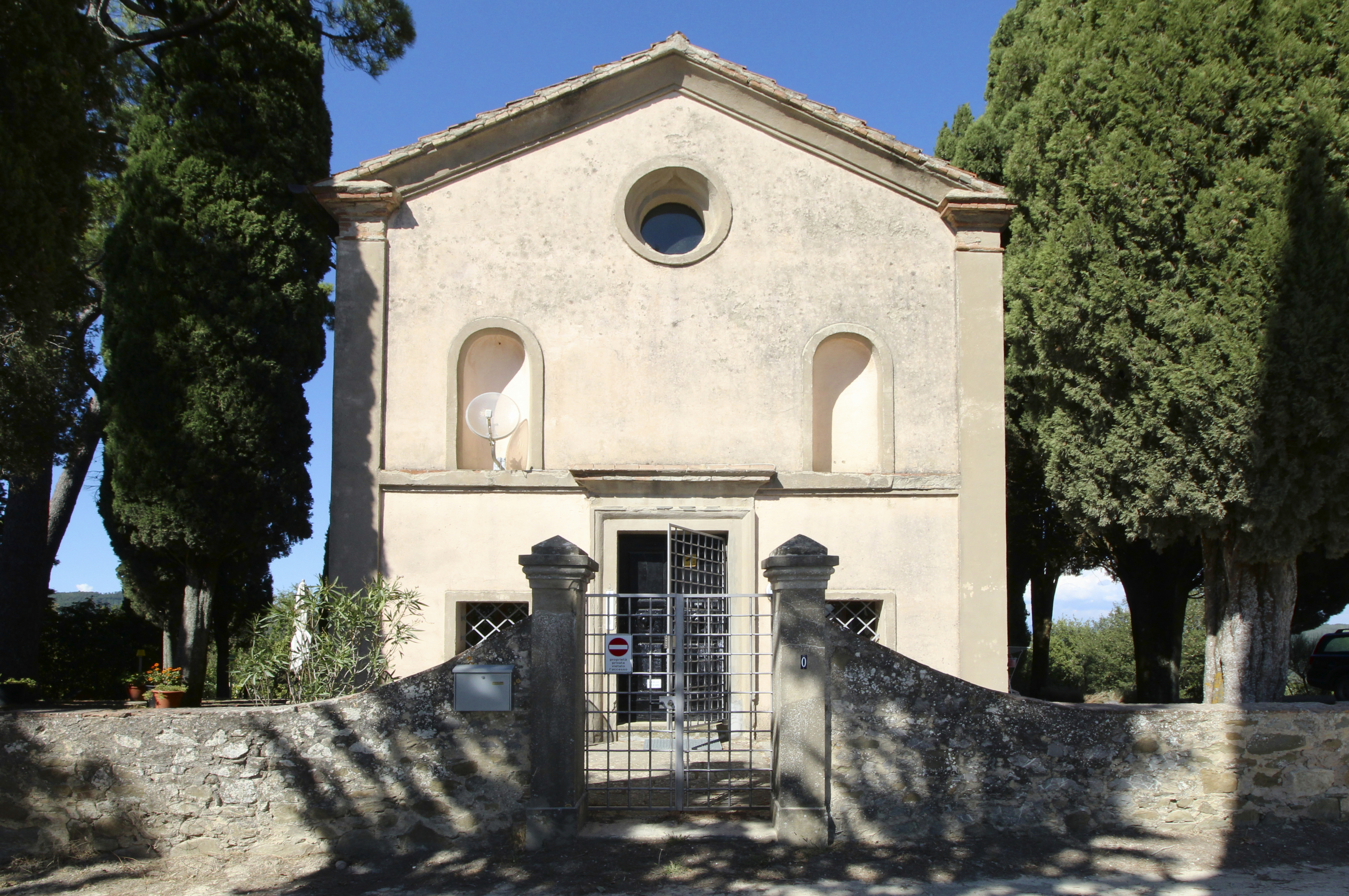
Die ehemalige Kirche Santa Maria delle Nevi
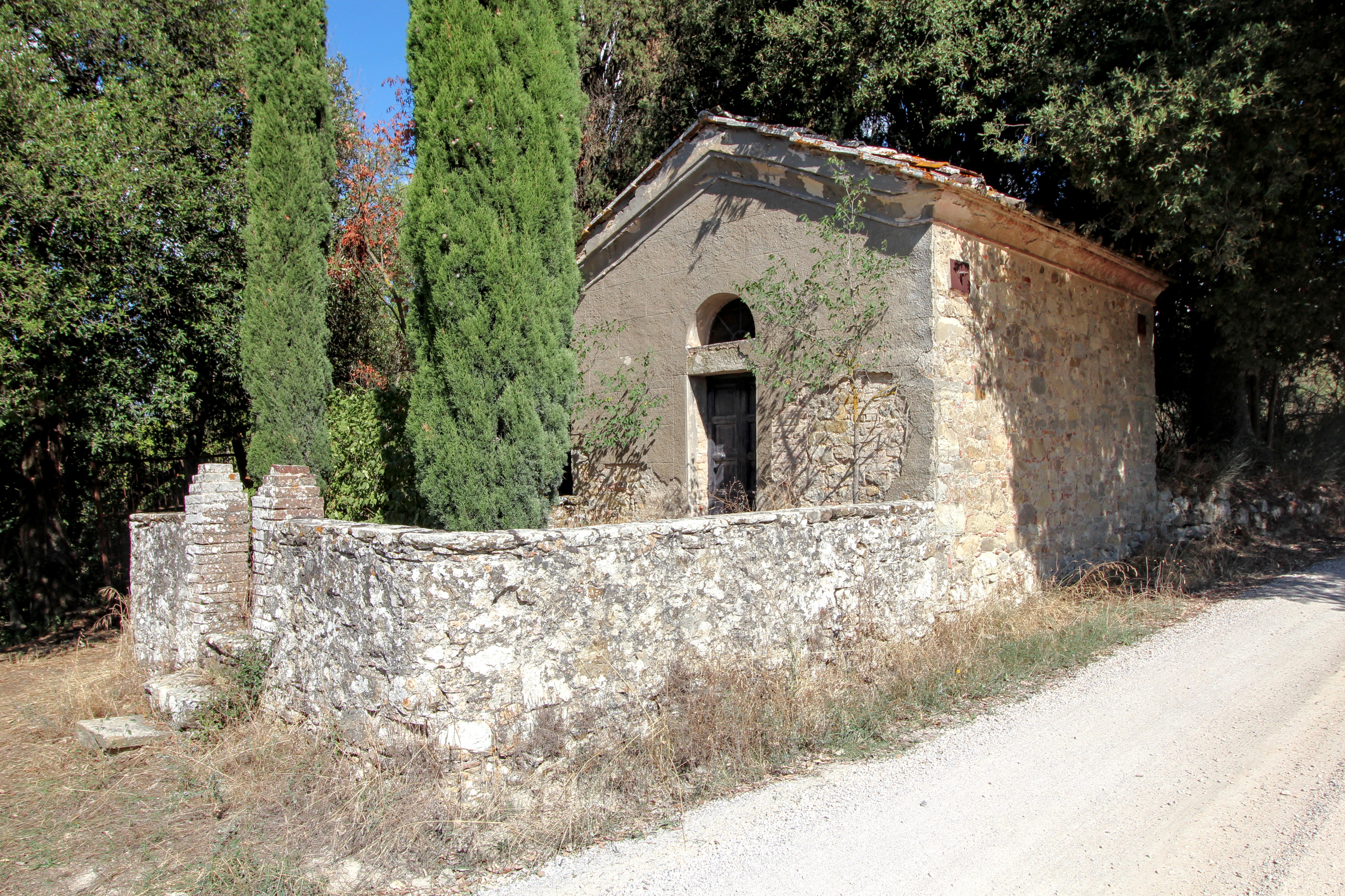
Die Kapelle La Madonna